# Hardthöhlen
Die Hardthöhlen sind ein Großhöhlensystem im Wuppertaler Stadtgebiet. Die Höhlen unter den Hardt-Anlagen, einem Park auf dem Hardtberg im Stadtgebiet, sind nicht für die Öffentlichkeit zugänglich.

## Lage und Ausdehnung
Das Höhlensystem war ursprünglich als die Obere Hardthöhle (Katasternummer 4709/003) und die Untere Hardthöhle (4709/004) bekannt. Lange Zeit wurde davon ausgegangen, dass beide Höhlen nicht verbunden sind. Jedoch wurde vom Arbeitskreises Kluterthöhle e. V. (AKKH) eine stark einsturzgefährdete Verbindung zwischen den beiden Höhlen entdeckt, die heute ausgebaut wurde, so dass eine Befahrung der Verbindung gefahrarm möglich ist.  Es handelt sich technisch daher nur um eine einzige Höhle.
Inzwischen wurde noch die Unterste Hardthöhle entdeckt, die eine Fortsetzung der Hardthöhle bis ins Grundwasser darstellt.
Das labyrinthartige Höhlensystem ist auf eine Länge von 4037 Metern und einer Tiefe von 62 Metern erforscht. Die Hardthöhlen sind die drittlängsten im Gebiet Westsauerland und Bergisches Land und unter den Höhlen in Deutschland auf Platz 20.

## Geologie
Die Höhlen befinden sich in Kalkstein, der lokal in die ansonsten vom Grauwacken und Tonschiefern dominierten Oberen Honsel-Schichten (Givet-Stufe, Mitteldevon) eingeschaltet ist. In diesen Biostrom-Kalken sind in einer der beiden unteren Hardthöhlen unter anderem Fossilien von Nautiloideen gefunden worden.

## Geschichte
Während des Zweiten Weltkrieges wurde ein kleiner Teil für den Bau eines Luftschutzbunkers genutzt. Als sich in den 1960er Jahren Kinder in dem Höhlensystem verlaufen hatten, wurde der Zugang verschlossen.

## Naturschutz
Die Hardthöhlen wurden schon erstmals mit dem Reichsnaturschutzgesetz von 1937/38 unter Schutz gestellt. Dies wurde vom Land Nordrhein-Westfalen am 23. Juni 1966 mit der Klassifizierung als Naturschutzgebiet „wegen der artenreichen Höhlenfauna“ bestätigt. Der Arbeitskreis Kluterthöhle wurde von der Stadt Wuppertal beauftragt, die Betreuung der Höhle zu übernehmen.